# Società Canottieri Trinacria
La Società Canottieri Trinacria è una società di canoa e canottaggio di Palermo.

## Storia
La società venne fondata nel 1969, grazie soprattutto al fondamentale contributo del Commendator Salvatore Fiore. La prima sede – utilizzata per un breve periodo – si trovava in zona Brancaccio, successivamente venne trasferita presso il porto di Sant'Erasmo dove restò per circa 25 anni, malgrado i continui atti vandalici e furti. Ciò nonostante l'allora presidente Salvatore Fiore non fu mai tentato di "tirare i remi in barca", continuando nei suoi intenti sportivi fino all'ultimo.
Malgrado le vicissitudini negative di quel periodo, sono molti i premi e le competizioni vinte, soprattutto in ambito regionale, con qualche piccola soddisfazione anche in campo nazionale, grazie ai sacrifici di un gruppo di giovani caparbi tra i quali si ricordano Andrea Capitano e Domenico Ciaravella sul doppio fuoriscalmo, Dario Duca e Domenico D'amico sul 2-, Mario Alfano e i fratelli Tonino e Maria Mannino sul singolo, più altri quali Giuseppe Chianello e Paolo Lamia sul 2+ (tim. A.Capitano) e il compianto Salvo Schiavo, quest'ultimo deceduto mentre era intento in una ricognizione subacquea, tutti più o meno impiegati anche in altre specialità di categoria; cosicché si aveva modo di assistere, in un'unica giornata di gare, a ripetuti piazzamenti da parte di uno stesso atleta. Inoltre si possono citare anche gli atleti Gaspare Durante, Domenico Montalbano, Sergio Punzi, Francesco Lo Pizzo, Vincenzo Tarantino, Benedetto Nucatola, Giuseppe Capitano, Pasquale Passantino, Francesco Scalia, e l'allenatore Marcello Giaccone, i quali non sono stati da meno nel dare anche il loro prezioso contributo a che la Canottieri Trinacria continuasse il suo cammino. E come non ricordare la segretaria, la sig.ra Silvia, sempre attenta nell'amministrare la parte burocratica delle iscrizioni alla federazione per gli atleti nuovi giunti, nonché alle gare alle quali annualmente si partecipava.
Nel campo della canoa sono stati numerosi i successi in campo nazionale e internazionale. Fra questi ricordiamo la vittoria di Andrea Di Liberto in k2 ai mondiali di velocità nel 2015, il terzo posto in k1 nel 2017 e il secondo posto in K1 200 alla Coppa del Mondo, il 27 maggio 2018 a Duisburg.
In epoca recente la società si è stabilita all'Addaura in una sede più idonea e ampia, sul Lungomare Cristoforo Colombo. Attualmente sono presenti due scivoli, una spiaggetta e due distinte zone parcheggi per moto e auto.
Gli allenamenti si svolgono al porto di Palermo in via Filippo Patti.